# Magnus Bonn
Magnus Bonn, född 19 juli 1759, död 6 juli 1798, var en svensk skådespelare. Han var verksam vid Eriksbergsteatern och Munkbroteatern i Stockholm och var en av de populäraste dramatiska skådespelarna i Sverige under 1780-talet. 
Bonn var son till hovkapellisten Magnus Anton Bonn och blev tillsammans med sin bror och syster anställd vid operakören då han anställdes vid Eriksbergsteatern vid dess invigning 1780 och blev en av de största stjärnorna i Stenborgs teatrar. Han var särskilt populär som komiker. Han fick ofta recetter och kallades en av truppens stöttepelare. 1791 blev han kantor och klockare i Finska kyrkan och uppträdde mindre ofta. Han dog fattig i "af inflammatorisk rötfeber". 
År 1790 satte pjäsförfattaren Didrik Gabriel Björn upp skådespelet Det besynnerliga spektaklet som efterpjäs till Greven av Oldsbach, där teaterns skådespelare tackade publiken för deras stöd i gestalt av sina mest populära roller; Björn själv uppträdde då som sig själv, som teaterskribent, följd av Magnus Bonn som Mäster Sock i Skomakaren, Anders Lundberg som Hyrkusken i Engelsmannen i Paris, Johan Petter Lindskog som Bartholo och Bazile i Barberaren i Sevilla, Jonas Sundman som Jonas i Mäklaren, Carl Schylander som Mor Bobi och dansmästare Rigadoun, Johanna Catharina Enbeck (Gertrud i Njugg spar), Brita Maria Modéer (kammarjungfrun i Den obetänksamma), Christina Rahm (Anna Stina i Maskeraden), Lisette Stenberg (Lady Alton i Skottländskan), Margareta Sofia Lagerqvist (Anette i Anette och Lubin) och Eva Säfström som trädgårdsflickan i Sophie.
Hans bror och syster var också anställda vid samma teatrar; brodern Carl Gabriel Bonn (f.1763) spelade småroller vid Munkbroteatern 1781-98 tills han 1806 blev sufflör på Dramaten, systern Kristina Ulrika Bonn (1757-85) var 1780-83 korist vid Operan och sedan anställd vid Stenborgs teatrar, där Nora i Njugg spar och fan tar, ansågs vara hennes paradroll, till sin död i förkylning 1785.